# Klouékanmè
Klouékanmè est une commune, située dans le département du Couffo, au sud-ouest du Bénin.

## Situation géographique

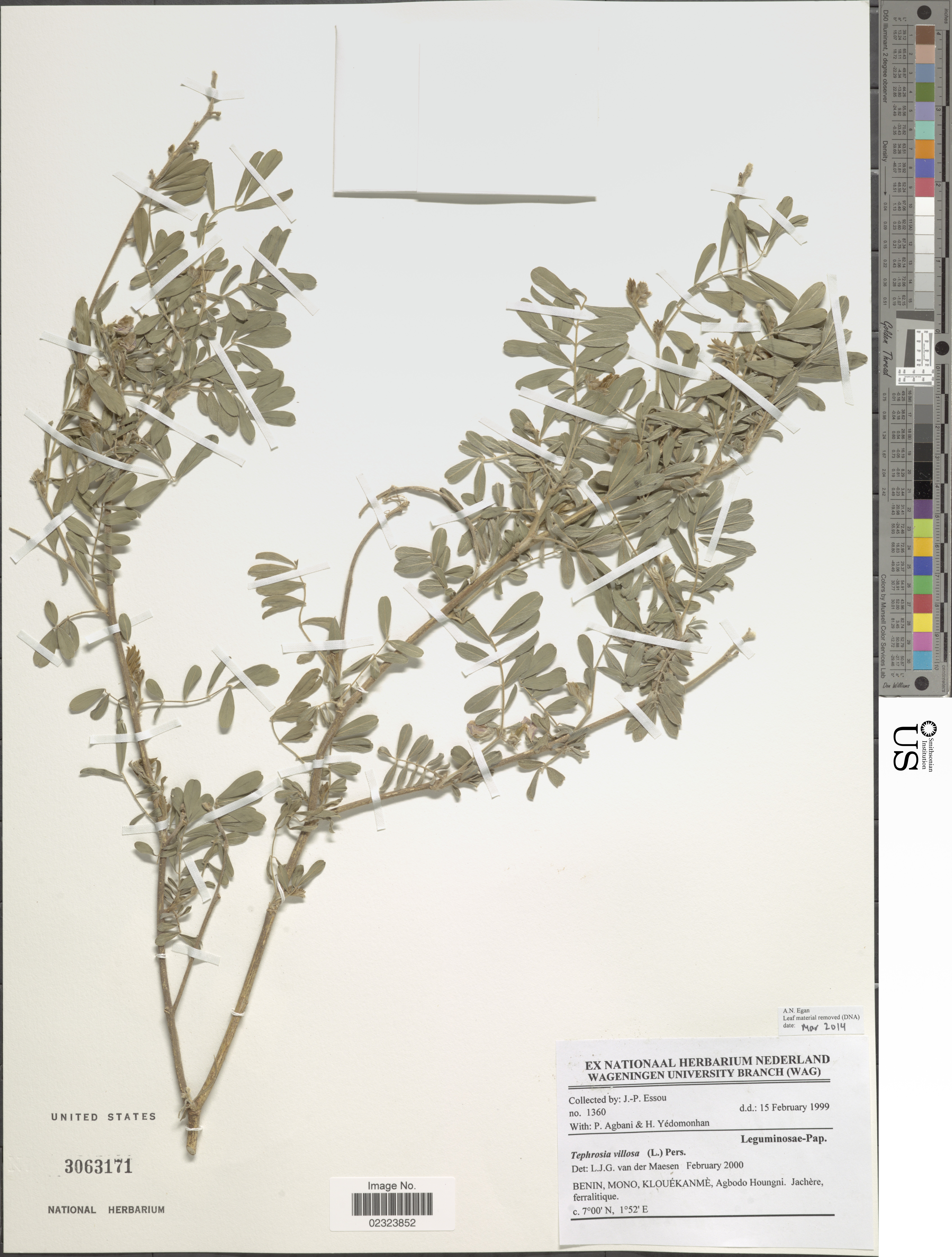
Spécimen de Tephrosia villosa récolté à Klouékanmè.

Elle est délimitée au nord par la commune d’Abomey, au sud par celles de Djakotomey, de Lalo et de Toviklin, à l'est par la commune d’Agbangnizoun, à l'ouest par celle d’Aplahoué. Elle est traversée par le fleuve Couffo.
|          | Abomey, Djidja       |              |
| Aplahoué | Klouékanmè           | Agbangnizoun |
|          | Djakotomey, Toviklin |              |

## Population
Lors du recensement de 2013 (RGPH-4), la commune comptait 128 597 habitants.

## Administration

### Subdivision en arrondissements
La commune est constituée de huit arrondissements :
- Adjahonmè
- Ahogbéya
- Ayahohoué (subdivisée en 8 villages, dont Avégandji et Ayahohoué)
- Djotto
- Hondjin
- Klouékanmè
- Lanta
- Tchikpé

### Villages et quartiers
La commune est aussi subdivisée en 51 villages et 10 quartiers.

### Prix et reconnaissances
En 2013, la commune de Klouékanmè est distinguée les prix « Eco-commune de l’année », « Commune agricole de l’année » par la Fondation LE MUNICIPAL qui œuvrent pour la bonne marche de la décentralisation au Bénin.

## Galerie de photos

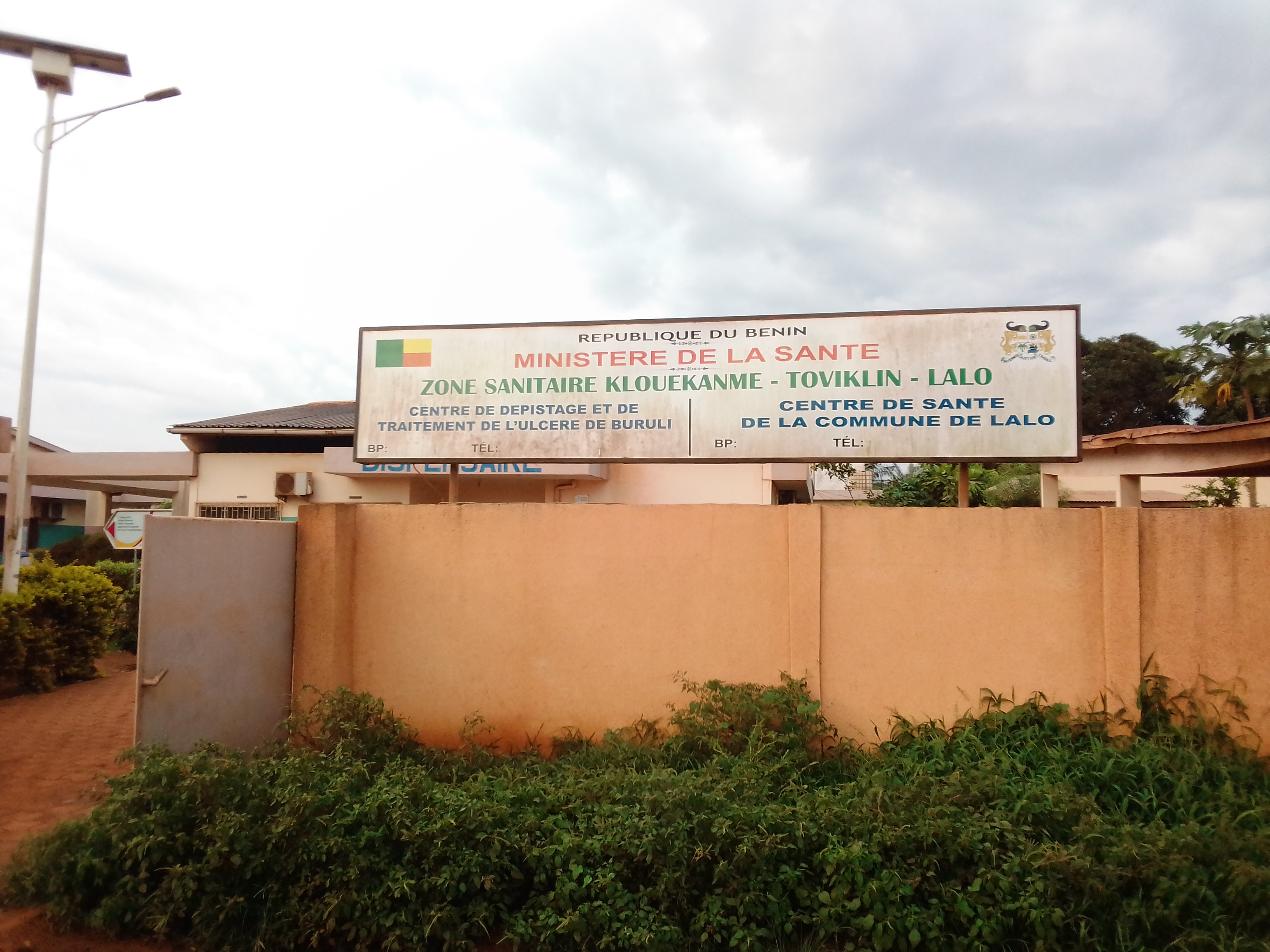
Centre de santé de la zone sanitaire de Klouékanmè

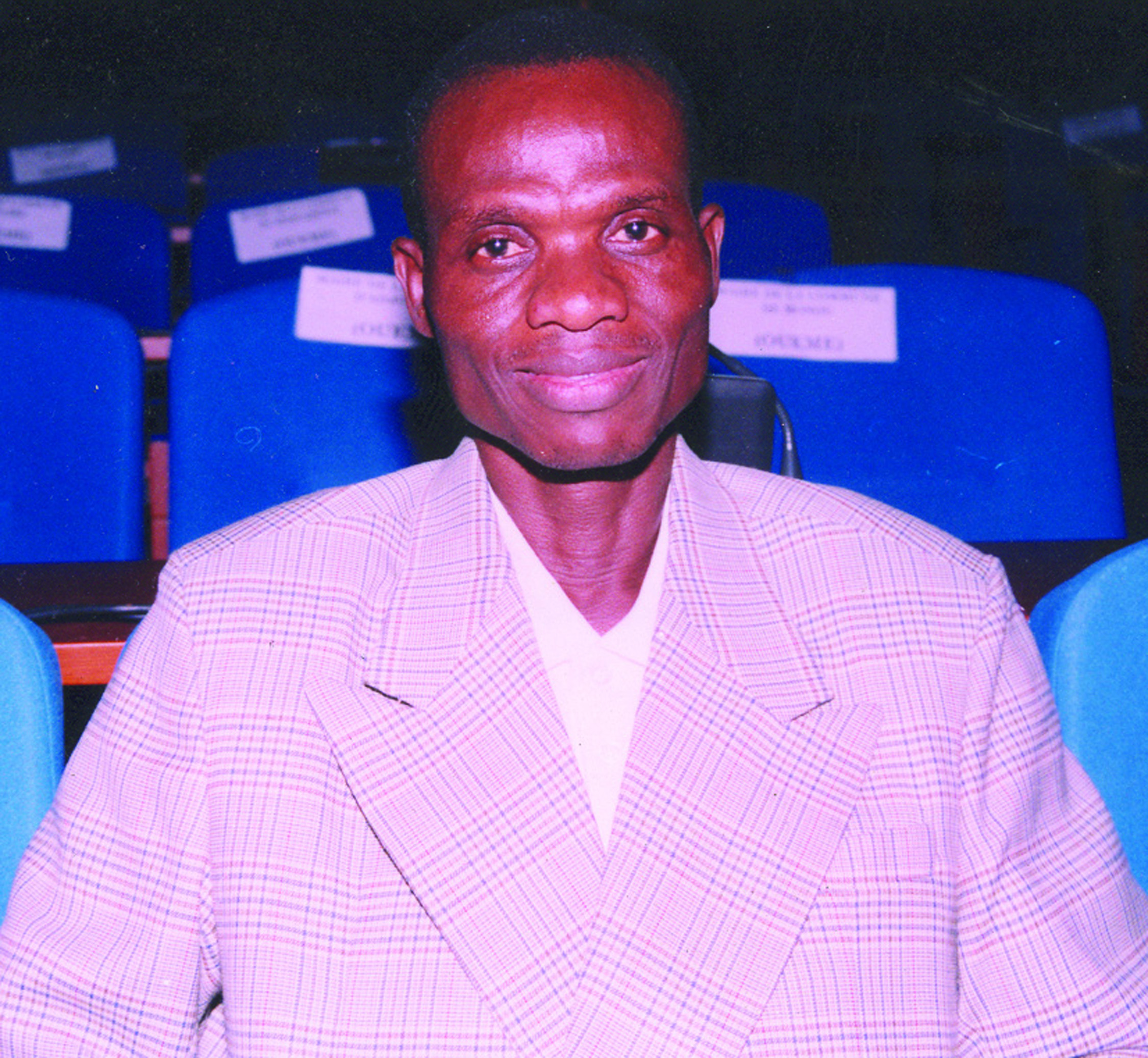
Christophe Mègbédji, ancien maire de Klouékanmè